# Settara
Settara (anciennement Catinat pendant la colonisation française) est une commune de la wilaya de Jijel en Algérie, située à 68 km au sud-est de Jijel et à 72 km au sud-ouest de Skikda.

## Géographie

### Situation
Le territoire de la commune de Settara se situe à l'est de la wilaya de Jijel.
| El Milia               | El Milia | Aïn Kechra (Wilaya de Skikda) |
| Ouled Yahia Khedrouche | Settara  | Oum Toub (Wilaya de Skikda)   |
| Sidi Maarouf           | Ghebala  | Ghebala                       |

### Localités de la commune
La commune de Settara est composée de vingt-sept localités :
- Aggouf
- Agrar
- Bordj Ali
- Boucharef
- Bouchemissa
- Boufara
- Bouketène
- Boulaarouk
- Bourouh
- Dar Ben Klib
- Dar Benghzala
- Dar El Oued
- Dar Fekran
- Drama
- El Akbia
- El Brake
- El Ghech
- El Kedia
- El Zerka
- Lesnab
- Malaab Chakra
- Oudjelil
- Oum Lahdjirat
- Settara
- Tayrou
- Touta
- Zebradj

## Histoire
En 1906, la ville est nommée Catinat en référence au maréchal Nicolas de Catinat. En 1958, elle faisait partie de l'ancien département de Constantine. C'est sur le territoire de la commune qu'a eu lieu la « bataille de Catinat » qui oppose pendant la guerre d'Algérie, du 28 avril au 3 mai 1958, l'armée française à l'armée de libération nationale algérienne[réf. nécessaire]. En janvier 1959, l'unique harka féminine de la guerre d'Algérie est créée à Catinat. Cette section, créée par le lieutenant français Onrupt, chef de la SAS de Catinat, est connue sous le nom de « harkettes de Catinat ». La harka est dissoute mi-1961. Le 3 mars 1960, le général de Gaulle visite la SAS de Catinat au cours d'une inspection militaire (connue sous le nom de la « tournée des popotes ») en compagnie du général Roger Trinquier commandant du secteur militaire d’El Milia.
Après l'indépendance, elle prend le nom de Settara.

## Culture et patrimoine
Le site de ruines romaines d'Aïn Tissillil se situe au sud-est de la commune, proche du village d'Agouf. Le site, d'une superficie de 81 ha, et dont une grande partie des ruines est encore enfouie, est inscrit à l'inventaire du patrimoine national algérien en 2011.